# Lijst van spelers van Tubantia
Dit is een lijst van voetballers die minimaal één officiële wedstrijd hebben gespeeld in het eerste elftal van de Nederlandse voormalig betaaldvoetbalclub Tubantia of voormalig NBVB-club Twentse Profs.

## A
- Theo Albers (& TP)
- Wim Assink
- Heinz Awyzio

## B
- Ab Baas
- Albert Baas
- Hennie ter Beek
- András Béres
- V.d. Berg
- Otto Blom
- Arnold Bosch
- Frans Boerkamp
- Henk ten Brink
- Timo Broersma
- Cor Brom (TP)
- Barry Bruggink
- Rob Bults
- Henk Buursink

## D
- Dani (TP)
- Dolf Degenaar
- Ton Dekker
- Darius Dhlomo
- Ter Doest
- Theun van der Duin

## E
- Ehlting
- Frans Eppink
- Esscher
- Gerrit Evers

## G
- Geldrop
- Jan Groot Wassink
- Ben Groothuis

## H
- Herman Haak
- Bennie Haghuis
- Hans Hammink
- Jan Hammink
- Hilderink
- Hofer (TP)
- Jelle Hofsbeek
- Wilfried Holsbeek
- Ter Horst
- Frits Huiskes

## I
- Ilderink

## J
- Berry Janse (TP)
- Jacky Jurissen

## K
- Bertus Kamphuis
- Jan Kamphuis (TP)
- Jan Kers
- Kiewik
- De Kok (TP)
- M. Koster (TP)

## L
- Paul Lankamp
- Jan Lentink
- Gerrit Lippinkhof

## M
- Leo Mortensen
- Willy Mos (TP)

## N
- Jan Nijhuis

## O
- Joop Odenthal
- Frans Olde Riekerink
- Jan Olde Riekerink
- Oude Egberink (TP)

## P
- C. Pakkert
- Rinus Paskamp
- Chris Peddemors
- Wim Perik
- Marti Philips
- H.J. Phillppini (TP)
- Polman

## R
- Henk Renssen (& TP)
- René Reuvekamp
- Rikhof (TP)
- Jan Rompelman
- Herman Ronhaar
- Gerrit Room
- Jan Roseboom
- Rosens (TP)
- Willy Roters
- Jan Ruinemans

## S
- Huub Scherpenisse
- Dick Scholder
- Willy Scholten
- Koene Schonewille (TP)
- Schuurhuis (TP)
- Klaas Snip
- Hennie Spoolder
- Bertus Strating

## T
- Lambert Toren (TP)

## V
- Frans van der Veen (TP)
- Jacques van der Veen (TP)
- Guus Velders
- Jan Verdriet
- Vink (TP)
- Visser
- Hennie Vrelink
- Barend Vrielink
- Bart Vrielink
- Herman Vrielink

## W
- Wim Wassink
- Paul Wciorka
- Jan Weggeman
- Rolf Weisveld
- Arend van der Wel
- Jan Welles
- Henk Wessels
- Jo Weustink
- Hans Wiedemeijer
- Ben Wiggers
- Jaap Wijkman